# Дражен Братулић
Дражен Братулић (хрв. Dražen Bratulić; Пазин, 11. мај 1971) хрватски је позоришни, телевизијски и филмски глумац.

## Филмографија

### Телевизијске улоге
| Год.  | Назив              | Улога   |
| ----- | ------------------ | ------- |
| 2006. | Бибин свијет       | купац   |
| 2007. | Битанге и принцезе | гост    |
| 2008. | Добре намјере      | Радерић |
| 2009. | Закон!             | бомбаш  |

### Филмске улоге
| Год.  | Назив                 | Улога               |
| ----- | --------------------- | ------------------- |
| 2000. | Студентова жена       |                     |
| 2004. | Дуга мрачна ноћ       | Немачки војник      |
| 2004. | Жена мускетар (La Femme Musketeer)      | коцкар              |
| 2005. | Два играча са клупе   | службеник Трибунала |
| 2008. | Три приче о неспавању |                     |
| 2010. |                       | Домагој             |